# IBM Cloud Video
IBM Cloud Vídeo (abans Ustream) és una plataforma en línia que compta amb diversos canals que permeten la transmissió d'esdeveniments en viu sense cap instal·lació de programari. Aquesta transmissió és realitzada per altres usuaris o per un mateix si s'està registrat, i és possible fer-ho des d'un dispositiu mòbil. Els usuaris tenen l'opció de registrar-gratis o en forma de pagament (compte Pro Broadcasting), tenint en aquest últim cas majors avantatges com l'opció de restringir la incrustació de vídeos o introduir anuncis sobre el seu canal sense la necessitat de tenir amplis coneixements d'HTML5.
Compta amb una comunitat de més de 80 milions d'espectadors i locutors. Els seus canals principals són notícies, mascotes, entreteniment, esports (com partits de futbol en viu), música (vídeos musicals), jocs, educació i espiritualitat.

## Naixement
La companyia va ser fundada l'any 2007 amb seu a San Francisco. Compta amb més de 180 empleats entre les oficines de la seu, Los Angeles i Budapest. Alguns dels socis de l'empresa son Panasonic, Samsung, Logitech, CBS News, PDB NewsHour, Viacom i IMGMedia. Ustream va néixer quan John Ham, Brad Hunstable i el Dr Gyula (fundadors) intentaren comunicar-se els seus amics de l'Exèrcit, que van ser destinats a la guerra d'Iraq, amb les seves famílies. La pàgina ajudava als soldats a posar-se en contacte amb els seus familiars durant les estones lliures a la zona de guerra.
La versió beta pública va ser llançada el març de 2007. Ustream conté una sèrie de canals de vídeo com Justin.tv, Veetle, Livestream, Bambuser o BlogStar. La companyia ha experimentat un creixement significatiu als camps de política, l'entreteniment i la tecnologia. No obstant això, Ustream ha crescut molt més ràpidament que els seus competidors. Ustream ha retransmès moltes aparicions públiques de personatges importants, de polítics com Hillary Clinton, Barack Obama, John Edwards, (REF9) o d'artistes com Tori Amos i Plain White T. La comunitat de la tecnologia també ha adoptat Ustream per incloure a Robert Scoble, Leo Laporte, Chris Pirillo i Klasic Kumputerz. Darrerament s'ha llençat al mercat l'aplicació d'UStream Live Broadcaster, que permeteix emetre vídeos en temps real, via ret wifi i 3G. L'aplicació compta amb avantatges com gravar sense connexió de dades i emetre posteriorment el vídeo, publicar directament el vídeo a Youtube, veure quantes persones estan veient el teu vídeo emès en temps real, entre d'altres.
Es poden veure vídeos d'Ustream en diversos dispositius, utilitzant Ustream Everywhere:
- iPad
- Tauletes d'Android
- iPhone
- Telèfons Android
- Telèfons amb Windows Phone
- Google TV
- Boxee
- Panasonic Vieracast

## Gestió de drets
Ustream utilitza un servei de l'aplicació de drets d'autor proporcionat per Vobile, que utilitza un sistema de presa d'empremtes patentada per detectar automàticament el contingut amb drets d'autor. Aquest sistema ha estat conegut per generar el que es considera com a falsos positius, bloquejant el contingut que ha de caure sota l'ús just, o que ha estat autoritzat expressament per l'autor. Un dels accidents va ser a la cerimònia dels Premis Hugo 2012, la qual va ser forçada a acabar per la transmissió de clips de pel·lícules i programes de televisió nominats dels quals no es tenien els drets d'autor, causant "una sèrie de missatges de Twitter en contra". L'endemà, Ustream es va disculpar per l'incident i ha desactivat temporalment el bloqueig automàtic mentre s'ajusta el sistema per "equilibrar millor les necessitats dels organismes de radiodifusió, els espectadors i dels titulars de drets d'autor".

## Servei de pagament
El servei bàsic d'Ustream és gratuït i els ingressos són per la publicitat. Un servei de pagament anomenat Watershed t'aconseguia veure en diferit programes sense publicitat i deixant lliure el canal d'anuncis. En 2013, Ustream va eliminar aquest servei de pagament, i va instaurar el Pro Broadcasting Services, un servei basat en càrrecs mensuals als organismes de radiodifusió.

## Esdeveniments
Aquests són alguns dels esdeveniments importants a càrrec d'Ustream:
- Meteorit de Rússia. Més de vuit milions de persones van veure al canal Ustream de la NASA la caiguda del meteorit.[5]
- Sony PlayStation 4. L'anunci va ser vist per vuit milions de persones, amb un milió d'espectadors simultàniament.[6]
- Llançament del robot Curiosity a Mart. La transmissió en viu de la NASA de l'esdeveniment va arribar a 3,2 milions d'espectadors amb un pic de 500.000 espectadors concurrents.[7]

## Reconeixements
- El 2007 i 2008, Ustream va guanyar un premi "Webware 100"[8]
- El 2008, Ustream va guanyar el Premi del SXSW persones[9]
- El 2010, Ustream. Inc va ser reconegut com una de les "empreses més calents de Silicon Valley " per Lead411[10]
- En 2013, Ustream, en col·laboració amb SuiteSpot, Mullen i Unitat 9 va guanyar un Premi Shorty com "Millor Agència Mitjana”.[11]

## Col·laboracions
- Superfly Presents. Ustream s'alia amb 2013 Bonnaro i Outside Lands Music & Arts Festivals per a oferir vídeos exclusius als fans[12]
- Premium Sports. Ustream i Premium Sports Ink transmetran la lliga per sis temporades[12]
- Autism Speaks. Per retransmetre una marxa a favor de l'autisme
- IMG Media. Per distribuir les seves propietats[13]
- BSI Speedway[14]
- Invica FC[15]
- The Huffington Post. Per llençar notícies[16]
- PBS NewsHour. Per mostrar les convencions de l'empresa
- Arena Football League
- NASA TV[17]